# Xylopia conjungens
Xylopia conjungens R.E. Fr. – gatunek rośliny z rodziny flaszowcowatych (Annonaceae Juss.). Występuje endemicznie w Peru. 

## Morfologia
PokrójZimozielone drzewo dorastające do 20 m wysokości. Gałęzie są owłosione.
LiścieMają eliptycznie lancetowaty kształt. Mierzą 4–6,5 cm długości oraz 1–2,5 szerokości. Nasada liścia jest wąska. Liść na brzegu jest całobrzegi. Wierzchołek jest spiczasty. Ogonek liściowy jest owłosiony.
KwiatySą pojedyncze. Rozwijają się w kątach pędów. Działki kielicha mają owalny kształt i dorastają do 5–6 mm długości. Płatki mają liniowo podłużny kształt i dorastają do 17 mm długości